# Muzeum Rolnictwa im. ks. Krzysztofa Kluka w Ciechanowcu
Muzeum Rolnictwa im. ks. Krzysztofa Kluka w Ciechanowcu – jedna z dwóch placówek muzealnictwa rolniczego w Polsce (drugą jest Muzeum Narodowe Rolnictwa i Przemysłu Rolno-Spożywczego w Szreniawie). Liczące około 30 000 eksponatów zbiory prezentowane są w kilkudziesięciu ekspozycjach stałych.

## Charakterystyka
Muzeum położone jest na terenie zespołu pałacowo-parkowego (była posiadłość rodziny Starzeńskich). W skład zespołu wchodzą: klasycystyczny pałac (odbudowany ze zniszczeń wojennych w latach 1966–1969), oficyna, stajnie, wozownia, czynny młyn wodny, leśniczówka. W utworzonym w obrębie zespołu parku etnograficznym (skansenie) zgromadzono 43 zabytkowe obiekty architektury drewnianej. Przeniesiono je tu ze wsi położonych na pograniczu mazowiecko-podlaskim. Muzeum posiada punkty muzealne: w Drewnowie (zagroda młynarza), w Dąbrowie-Łazach (wiatrak) i Winnie-Chroły (szkoła wiejska).
Wśród wielu ekspozycji na szczególną uwagę zasługują zbiory: Muzeum Pisanki (jedyne w Polsce) z kolekcją 2203 okazów z całego świata, Muzeum Chleba w zabytkowym młynie wodnym, „Ogród roślin zdatnych do zażycia lekarskiego” według ks. Krzysztofa Kluka wraz z ekspozycją stałą „Tradycje zielarskie”, ekspozycja Muzeum Weterynarii oraz ekspozycja wnętrz pałacowych. W muzeum znajduje się m.in. Salonik ziemiański prof. Ignacego Pieńkowskiego, gdzie prezentowane są obrazy artysty wśród przedmiotów przeniesionych z dworu Pieńkowskich w Sutnie.
Muzeum posiada największą w Polsce muzealną kolekcję lokomobil parowych – 10 szt. oraz ciągówek i ciągników – ponad 40 szt.
Muzeum organizuje cykliczne imprezy takie jak: Niedziela Palmowa, Jarmark św. Wojciecha, Zajazd Szlachecki, Podlaskie Święto Chleba, Wykopki, Ogólnopolski Konkurs Gry na Instrumentach Pasterskich.
Do muzeum przybywa rocznie ok. 60 000 turystów.
Muzeum dysponuje salą konferencyjną z zapleczem oraz bazą noclegową (35 miejsc) w zabytkowych chatach na terenie skansenu.

## Galeria

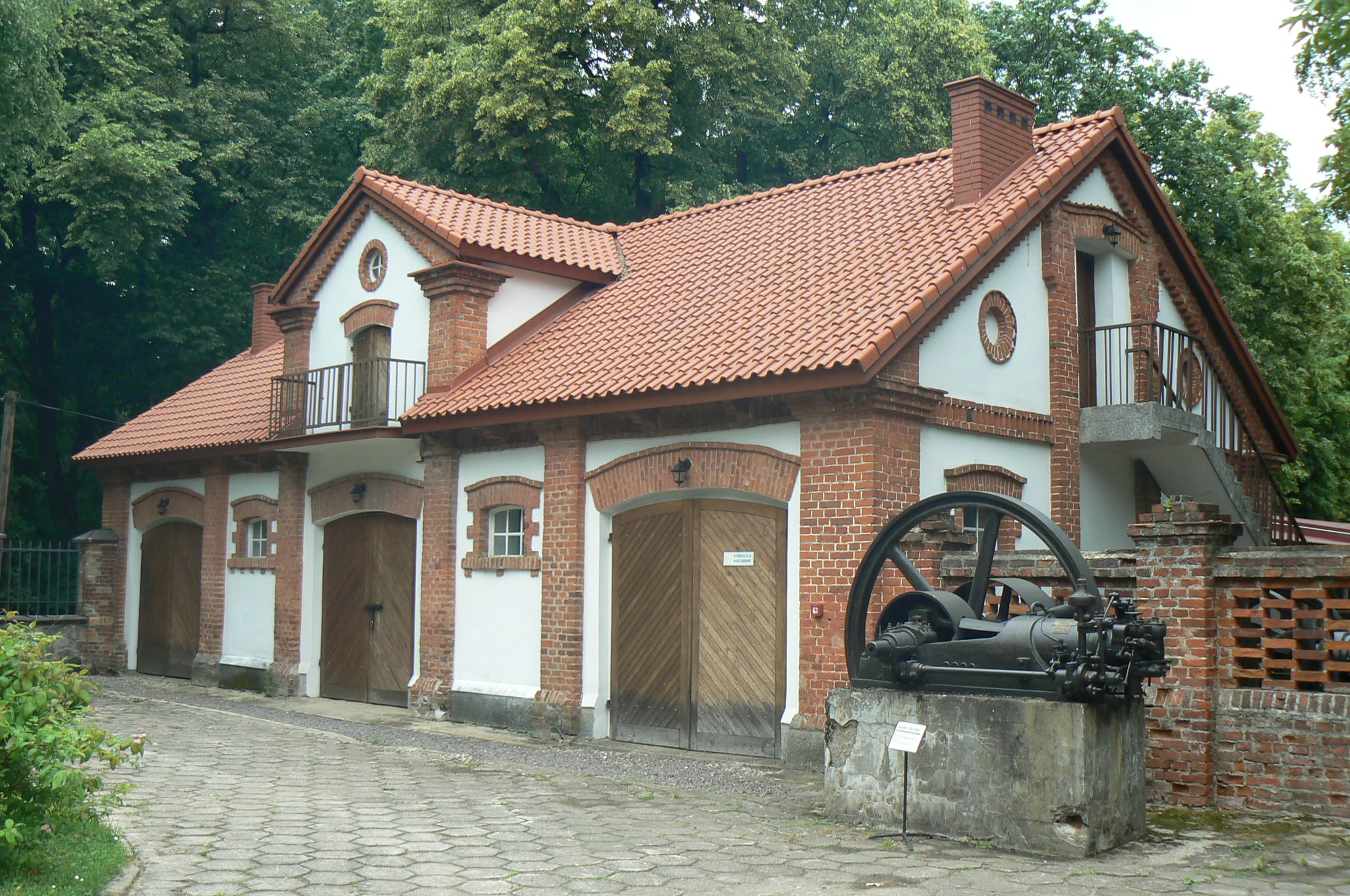
Budynek powozowni dworskiej (wozowni) z 1866 roku. Przed budynkiem znajduje się silnik gazowy z 1910 roku szwajcarskiej firmy „Societe Suisse pour la Construction de Locomotives et de Machines” – wchodzą one w skład Działu Techniki Rolniczej.
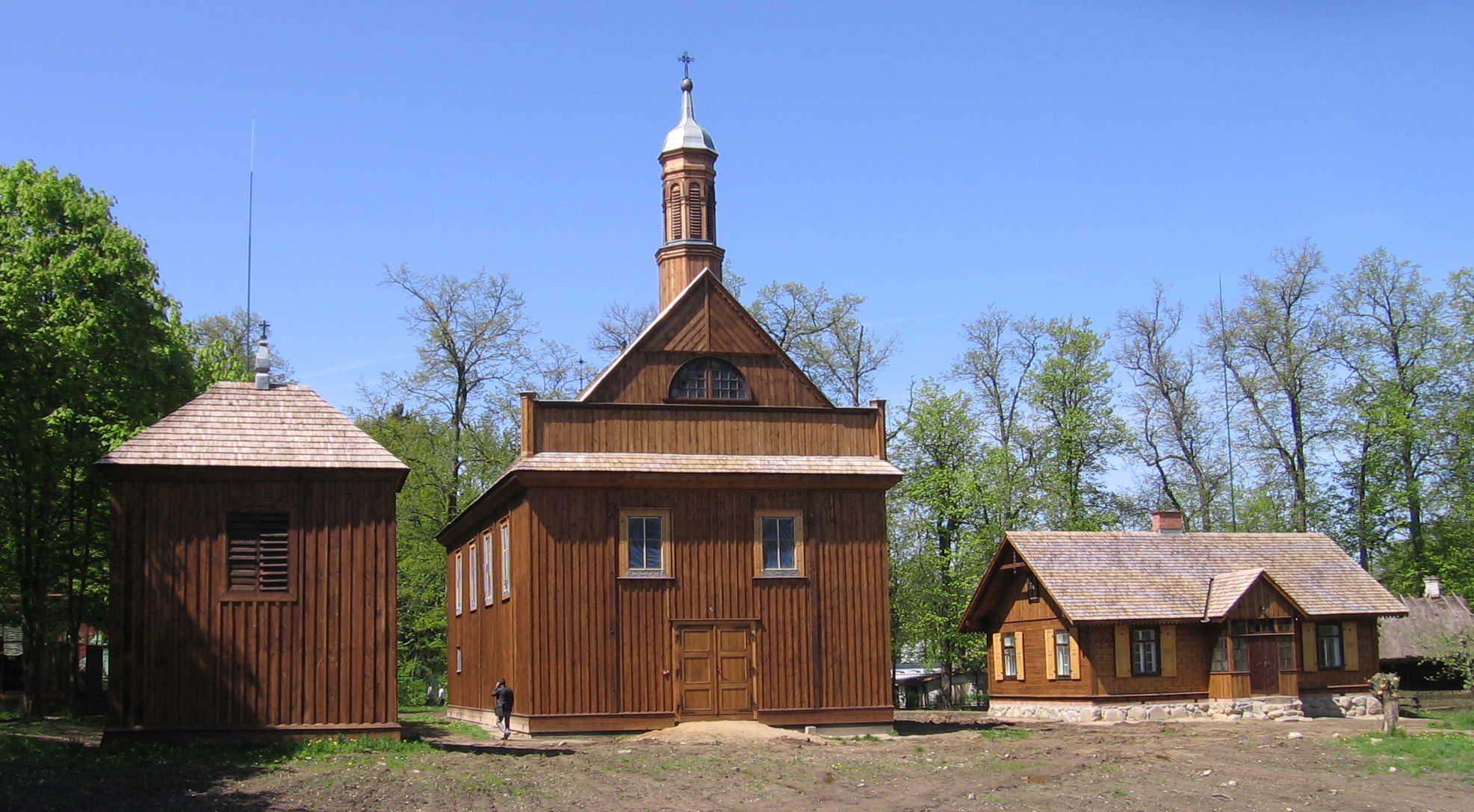
Kościół, plebania, dzwonnica na terenie Muzeum Rolnictwa.
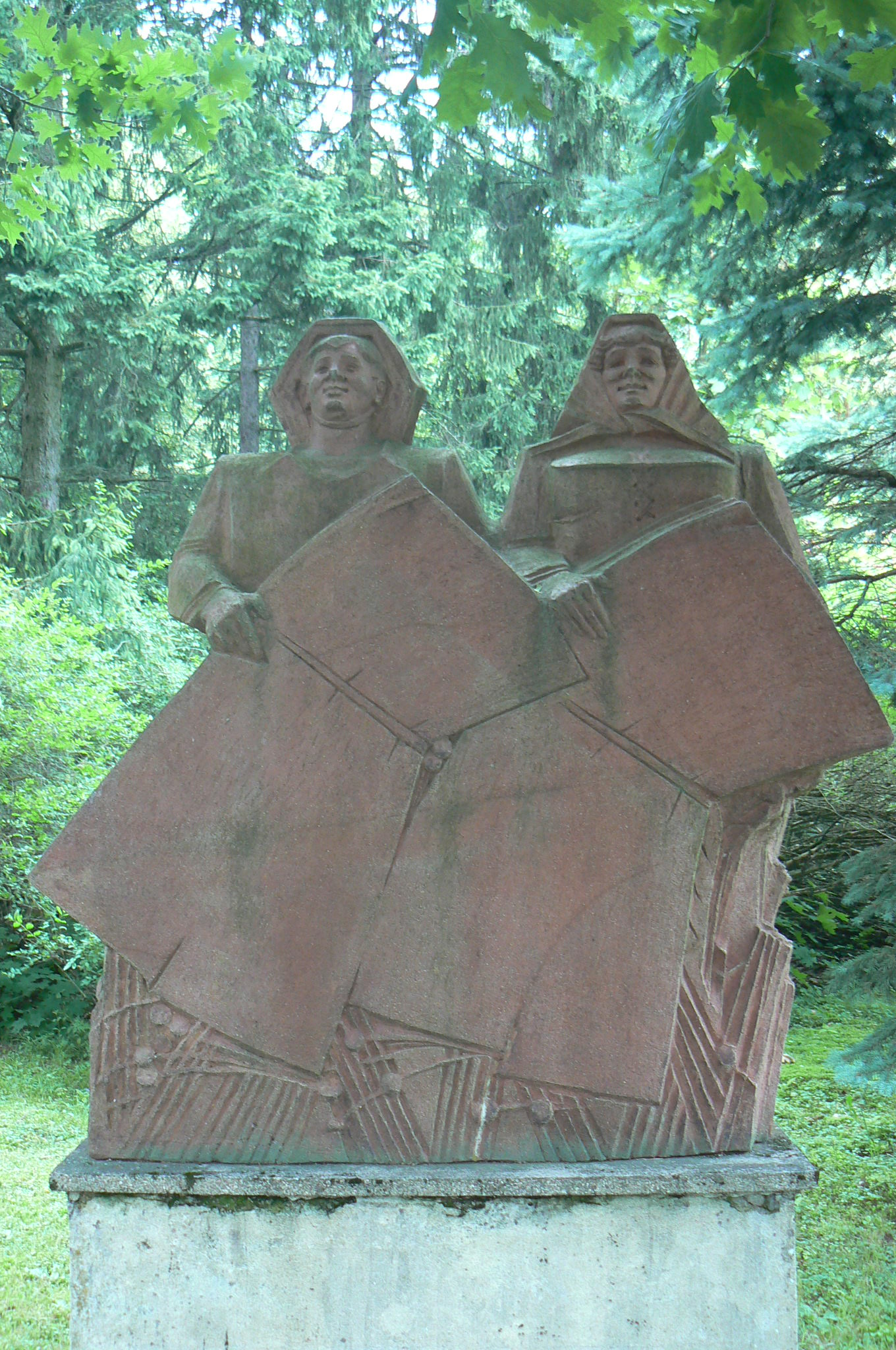
„Żniwiarki” – rzeźba dłuta prof. Jana Ślusarczyka (1903-1980).
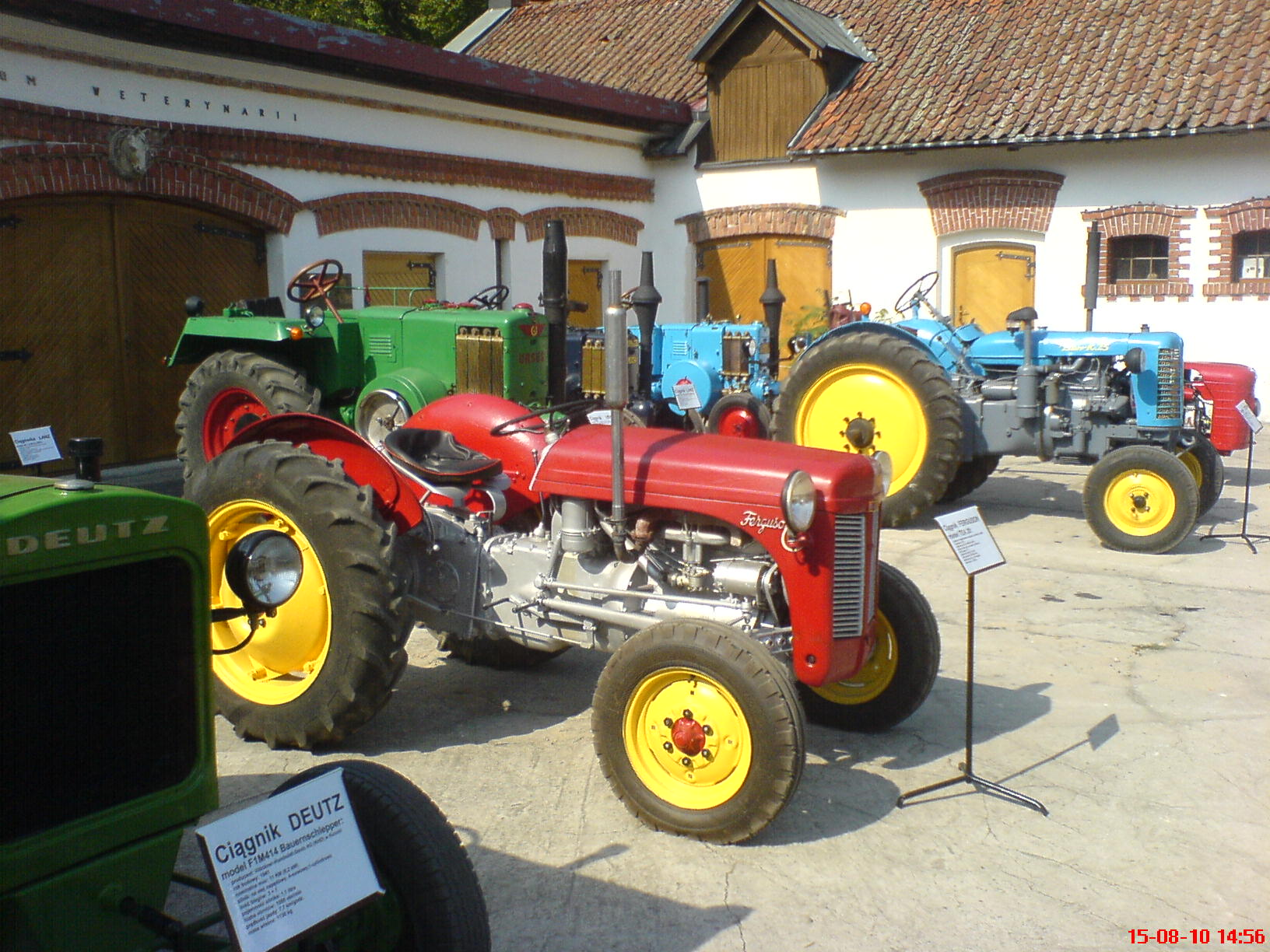
Prezentacja zabytkowych ciągników z okazji X Podlaskiego Święta Chleba – kolekcja Działu Techniki Rolniczej.
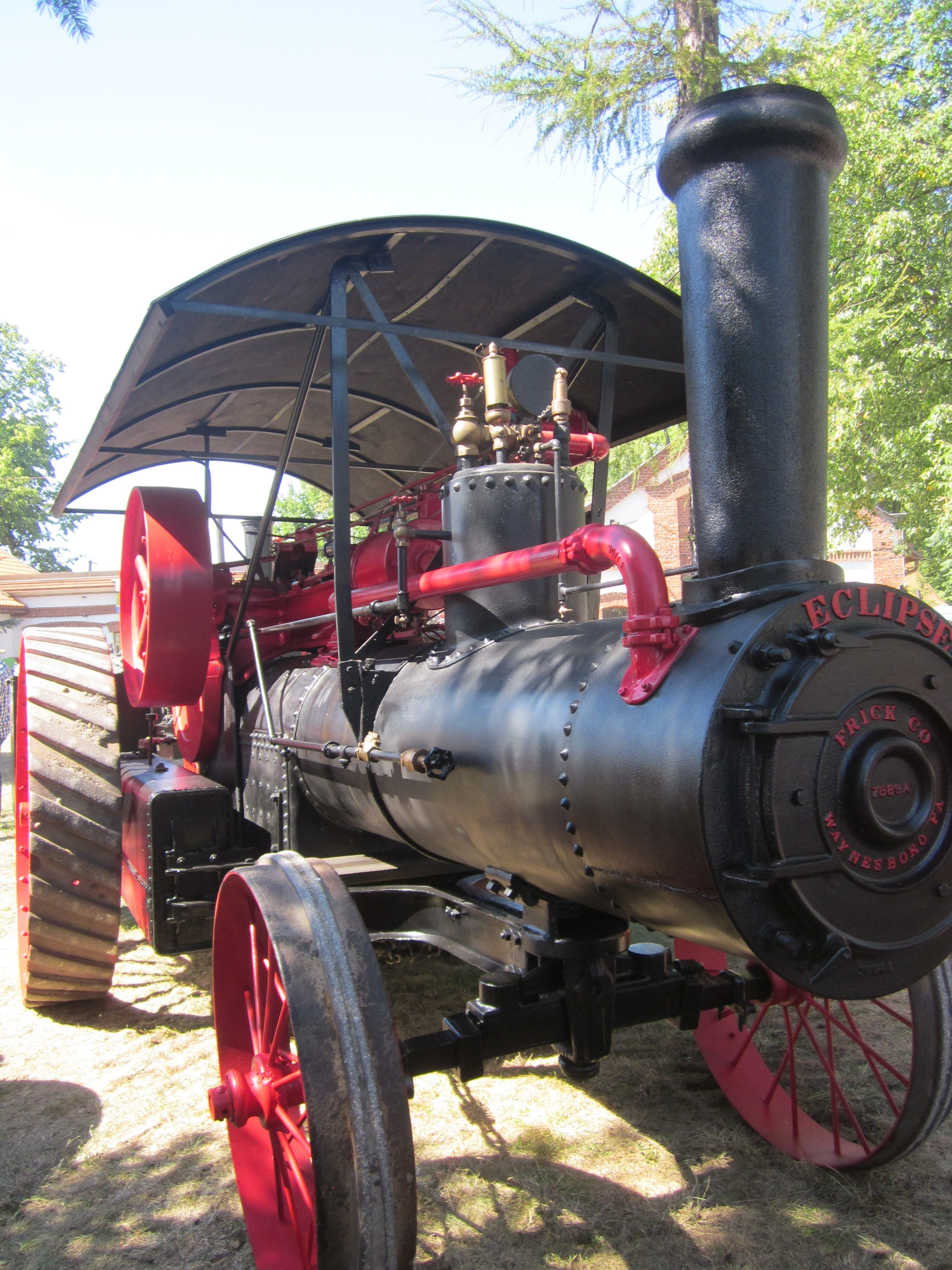
Samobieżna lokomobila parowa produkcji „Frick Eclipse” z 1913 r.
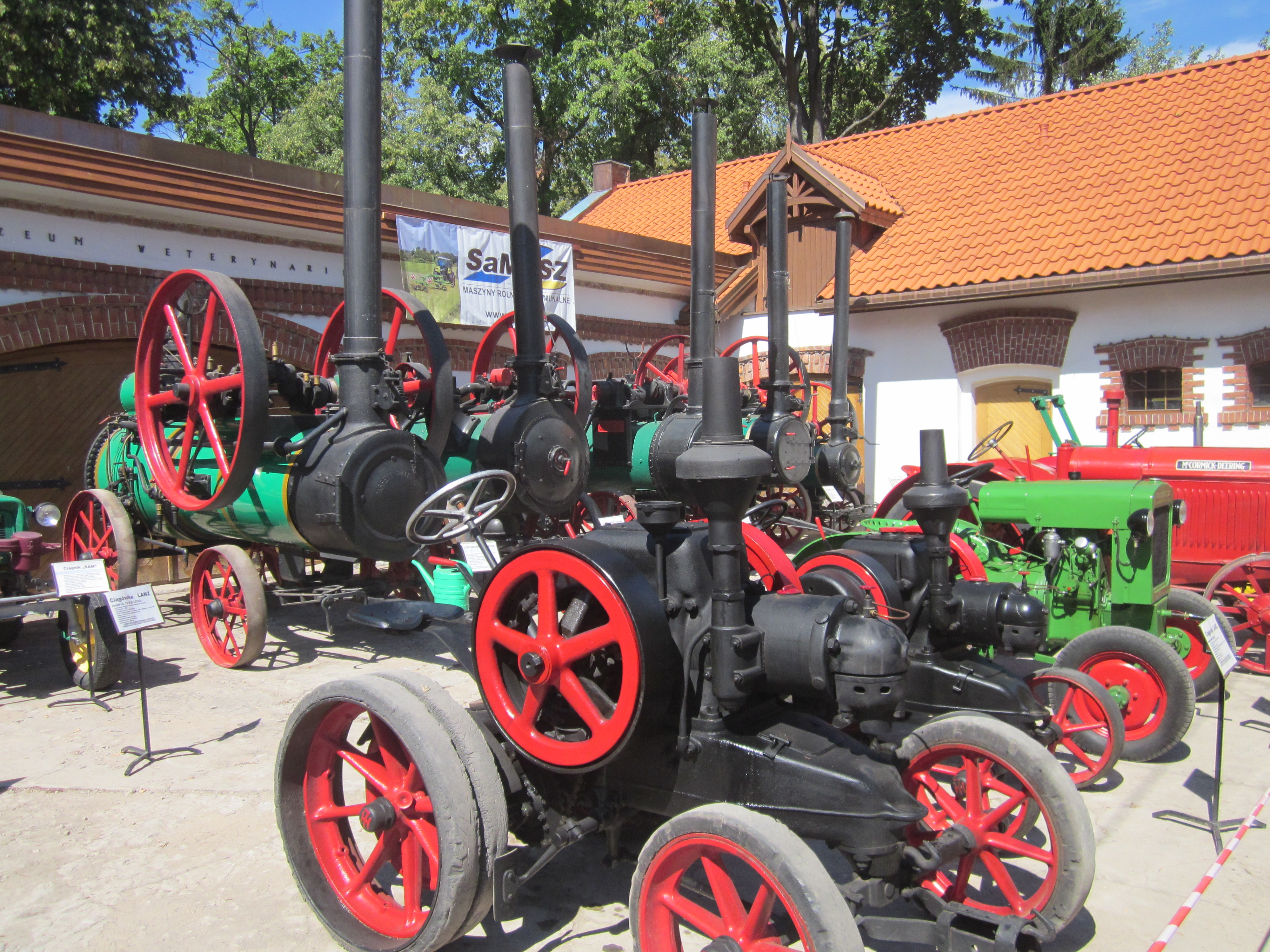
Lokomobile parowe, ciągówki
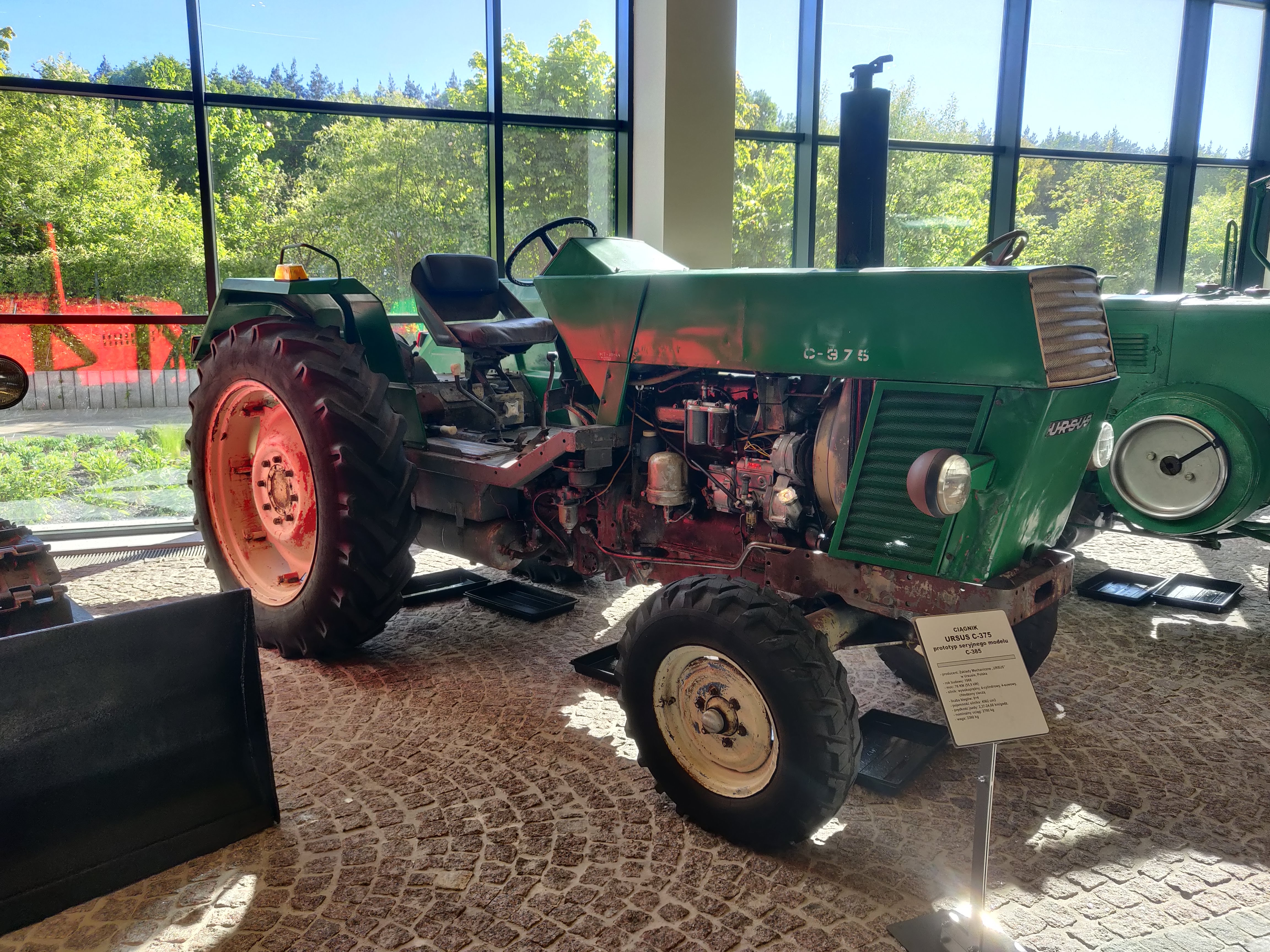
Ciągnik rolniczy Ursus C-375, prototyp seryjnego modelu Ursus C-385